# Maochen (köpinghuvudort i Kina, Hubei Sheng, lat 30,86, long 113,97)
Maochen (kinesiska: 毛陈, 毛陈镇) är en köpinghuvudort i Kina. Den ligger i provinsen Hubei, i den centrala delen av landet, omkring 43 kilometer nordväst om provinshuvudstaden Wuhan. Antalet invånare är 35 438. Befolkningen består av 17 547 kvinnor och 17 891 män. Barn under 15 år utgör 13,0 %, vuxna 15-64 år 76 %, och äldre över 65 år 10,0 %.
Runt Maochen är det mycket tätbefolkat, med 1 095 invånare per kvadratkilometer. Närmaste större samhälle är Xiaogan, 8,2 km nordväst om Maochen. Trakten runt Maochen består till största delen av jordbruksmark.
Genomsnittlig årsnederbörd är 1 631 millimeter. Den regnigaste månaden är juli, med i genomsnitt 255 mm nederbörd, och den torraste är december, med 20 mm nederbörd.